# Langfjorden (Brønnøy)
 For alternative betydninger, se Langfjorden. (Se også artikler, som begynder med Langfjorden)
Langfjorden er en fjordarm og den inderste del af Velfjorden i Brønnøy kommune i Nordland fylke i Norge. Fjorden har indløb mellem Nevernes i vest og Snasodden i øst og går  9 kilometer mod syd til Tarmaunbotnet. Den er forholdsvis smal, hovedsagelig mellem 200 og 400 meter bred.

Bebyggelsen Oppsjøen ligger på vestsiden af fjorden. Lidt længere mod syd ligger Storvika på vestsiden og her er fjorden på sit bredeste, omkring 850 meter. Gården Langfjorden ligger på vestsiden, næsten helt i bunden af fjorden. Syd  for denne ligger den smalle vig Tarmaunbotnet, som på østsiden stiger stejlt op mod  den 759 meter høje Øyrtinden.